# Fortunato Morestori
Fortunato Morestori (Solignano, 1880 – Parma, 1916) è stato un architetto italiano.
Dimostrò fin da ragazzo una grande attitudine per il disegno e nel 1897 entrò nell'Istituto di Belle Arti di Parma, frequentando il Corso Speciale di Architettura. Allievo modello, nel 1903 conseguì il diploma di Professore di Disegno Architettonico, con menzione onorevole. Nel 1902, ancor prima di terminare gli studi, realizzò assieme al compagno di corso Igino Frattini il progetto di una scuola elementare di Fontanellato, che venne costruita nel 1906.
Nello stesso anno fu incaricato di costruire, assieme all'ingegner Domenico Ferrari, lo Stabilimento Bagni di Parma, voluto dall'amministrazione del sindaco Mariotti. La facciata dell'edificio, situato lungo l'attuale viale Basetti, era scandita da ampie lesene, che alleggerivano la piattezza della cortina muraria. La parte centrale, più alta, era ingentilita alla base da tre portali di accesso e intorno alla copertura era posta una balaustra, sormontata da eleganti anfore classicheggianti. Il complesso, noto col nome di "Bagni pubblici", comprendeva una piscina di metri 30 per 15.  Negli anni trenta la sua architettura fu però del tutto snaturata con la demolizione della facciata originale, che fu sostituita con un'altra di stile littorio.
Nel 1910 eseguì alcuni lavori di ristrutturazione di edifici in borgo Pietro Cocconi e palazzo Tanzi in via XX Settembre. L'anno successivo restaurò l'abitazione del capitano Vittorio Poli in borgo Guazzo 58, in cui emergono riferimenti agli stili del Liberty floreale nel sottogronda e nelle cornici delle finestre. Dal 1912 iniziò la fase più intensa della sua attività professionale. Progettò il sovralzo e la sistemazione di casa Alfieri in via XX Settembre 39 e il progetto per una fabbrica di cioccolato fuori barriera Garibaldi, iniziando la collaborazione con Guido Albertelli, progettista già noto sulla scena parmigiana, che proseguì con il restauro e le decorazioni di facciata di casa Ambrosi in borgo della Cavallerizza.
Dopo avere eseguito alcuni lavori in provincia, tra cui la scuola di Brescello (1912-1913), progettò e costruì il palazzo Serventi in via Mazzini (1914). La costruzione, posta sull'incrocio di via Mazzini con via Carducci, arretrata rispetto agli altri edifici di via Mazzini, suscitò consensi e ammirazione perché portò una nota nuova nell'antico contesto urbano. Gli venne poi affidata la progettazione del cinema Edison in via Cavour (1915) e del palazzo Lusignani in via della Repubblica (1916). La facciata dell'edificio, che non ha sbocchi laterali, venne adattata al contesto architettonico della strada, dove si alternano edifici civili e religiosi di epoche e di stili diversi, dal gotico al rinascimentale fino al neoclassico.
Amante della musica operistica, quella verdiana in particolare, frequentò assiduamente il Teatro Regio e sapeva anche improvvisare sulla fisarmonica i motivi di successo di quel  periodo romantico, popolato di chansonniers e di cafès chantants. Con il primo conflitto mondiale l'edilizia entrò in crisi per il razionamento dei materiali e la sua attività si avviò verso la fine. Morì a soli trentasei anni a causa di una malattia tubercolare. Aveva da poco unito il suo studio con quello degli ingegneri Nullo e Guido Albertelli, coi quali condivise gli ideali del socialismo riformista.